# Коток, Пётр Васильевич
Пётр Васильевич Коток (укр. Петро Васильович Коток; 28 апреля 1965, с. Тынное, Сарненский район, Ровненская область, Украинская ССР, СССР) — советский и украинский борец греко-римского стиля, призёр чемпионатов мира и чемпионата Европы, участник Олимпийских игр, тренер. Заслуженный работник физической культуры и спорта Украины (2021).

## Спортивная карьера
В июне 1991 года на Спартакиаде народов СССР в Запорожье завоевал бронзовую медаль. В январе 1993 года в Стамбуле стал серебряным призёром чемпионата Европы, уступил в финале россиянину Александру Карелину. В апреле 1994 года завоевал бронзовую медаль на чемпионат Европы в Афинах. В августе 1994 года в финском Тампере выиграл бронзовую медаль чемпионата мира. В октябре 1994 года на Кубке мира в венгерском Кечкемете в команде стал победителем, а в личном зачёте серебряным призёром. В марте 1996 года в Будапеште стал серебряным призёром чемпионата Европы, вновь уступив в финале Александру Карелину. В августе 1996 года на Олимпийских играх в американской Атланте в 1/16 финала победил Рауля Дгварели из Таджикистана, в 1/8 финала проиграл американцу Мэтту Гаффари, в утешительном раунде сначала одолел венгра Дьёрда Кекеша, затем финна Юху Агокаса и Панайотиса Пойкилидиса из Греции, в схватке за бронзовую медаль уступил Сергею Мурейко из Молдавии. С 2000 года возглавляет ДЮСШ «Колос» в городе Березно Ровненской области.

## Спортивные результаты
- Спартакиада народов СССР 1991 — ;
- Чемпионат СНГ по греко-римской борьбе 1992 — ;
- Чемпионат Европы по борьбе 1993 — ;
- Чемпионат мира по борьбе 1993 — 4;
- Чемпионат Европы по борьбе 1994 — ;
- Кубок мира по борьбе 1994 — ;
- Кубок мира по борьбе 1994 (команда) — ;
- Чемпионат мира по борьбе 1994 — ;
- Чемпионат Европы по борьбе 1995 — 5;
- Чемпионат Европы по борьбе 1996 — ;
- Олимпийские игры 1996 — 4;
- Чемпионат мира по борьбе 1997 — 6;